# Kruisbloemzandbij
De kruisbloemzandbij (Andrena distinguenda) is een vliesvleugelig insect uit de familie Andrenidae. De wetenschappelijke naam van de soort is voor het eerst geldig gepubliceerd in 1871 door Schenck.